# Roccasecca
Roccasecca è un comune italiano di 6 675 abitanti della provincia di Frosinone nel Lazio.

## Geografia fisica

### Territorio
Territorio da sempre conteso tra Borbone e Papato, dal 1751 definitivamente parte dell'antica Provincia di Terra di Lavoro del Regno di Napoli (poi diventato Regno delle Due Sicilie). Roccasecca appartenne alla provincia di Terra di Lavoro anche dopo l'Unità d'Italia, entrò poi nel Lazio con la nascita della provincia di Frosinone nel 1927.

#### Sismicità
Secondo la vigente classificazione sismica dell'Italia, il territorio di Roccasecca ricade in zona 2A, ovvero zona a rischio sismico medio alto, in prossimità di una zona 1 a rischio elevato, rappresentata dalla vicina valle di Comino e dalle zone della Marsica, interessate da una tettonica principalmente distensiva, tipica dell'Appennino centrale.
Storicamente il comune ha subito dei danneggiamenti del patrimonio edilizio in seguito a violenti eventi tellurici dei territori vicini, tra i quali ricordiamo il grande terremoto della Marsica del 1915, il terremoto di Sora del 1654 con epicentro stimato presso la confinante Casalvieri e il più recente terremoto dell'Italia centro-meridionale del 1984.

### Clima
- Classificazione climatica: zona D, 1589 GR/G

Il clima di Roccasecca rappresenta quello tipico della bassa collina laziale interna.
Le giornate estive si presentano calde e talvolta afose anche se è facile assistere a fenomeni temporaleschi, spesso di breve durata, dovuti allo sviluppo verticale termocomvettivo delle nubi che si originano dai monti e si estendono verso la costa contribuendo ad abbassare la temperatura dell’aria.
L’autunno è invece mite e piovoso specialmente nei mesi di ottobre e novembre. In questo periodo non sono rare le piogge anche di forte intensità che possono arrecare disagi nella zona.
Le temperature invernali invece variano a seconda delle masse d’aria che influenzano il territorio. Durante periodi anticiclonici non è rara nella valle la formazione di uno strato di inversione termica accompagnato da nebbia, che molto raramente però persiste per tutta la giornata, andando ad interessare quasi esclusivamente le ore del mattino, con temperature minime sotto lo zero; in questo caso la frazione di Roccasecca Scalo è decisamente più fredda delle frazioni collinari dove il clima risulta mite perché fuori dallo strato di inversione.
In caso di irruzioni di aria di matrice artica le temperature si mantengono invece rigide su tutto il territorio con minime sotto lo zero e massime talvolta abbondantemente inferiori ai +5’C/+10’C. La neve non è un fenomeno frequente, ma è probabile che in inverno si verifichi una nevicata di modesta entità (circa 5/10 cm). In genere le nevicate sono un po’ più abbondanti e frequenti sulle zone collinari (Roccasecca centro, Castello, Caprile..), ma vista l’esposizione assolata di tali frazioni, il manto nevoso tende a sciogliersi rapidamente rimanendo talvolta un po’ più a lungo nella valle (specialmente nei mesi di dicembre e gennaio quando è più facile che si sviluppi l'inversione termica).
Da menzionare durante la grande ondata di freddo del febbraio 2012 una nevicata storica che portò una quarantina di centimetri di neve in paese. Altri eventi nevosi rilevanti dopo il 2000 sono senza dubbio il 16 gennaio 2002 (15 cm circa di neve caduti), il 17 dicembre 2010 (10 cm di neve), il 30/31 dicembre 2014 ( 5/8 cm di neve caduti) e il 26 febbraio 2018 (dai 7/8 cm delle zone pianeggianti ai 10 cm circa sulle frazioni collinari). Altri eventi nevosi meno importanti si sono verificati nel 2003, nel 2005, a febbraio 2010, febbraio 2013, febbraio 2015, nella notte tra il 28 febbraio e il 1º marzo 2018 e il 17 gennaio 2021.

## Origini del nome
Il toponimo è un composto di “rocca”, nel senso di ‘luogo fortificato posto in alto’, e dell'aggettivo “secca”, con riferimento all'aridità del suolo.

## Storia

Via Roma nel 1960.

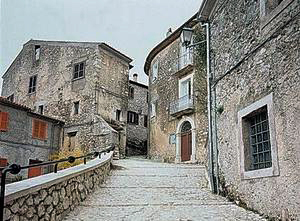
Scorcio del paese.

### Origini
Originario  "pagus" dei Volsci fino al 991. La storia di Roccasecca è profondamente legata alla sua posizione geografica: il paese è infatti posto all'ingresso di due gole che danno accesso alla valle di Comino ed è sovrastato dal monte Asprano che con i suoi 553 metri d'altezza permette di controllare facilmente l'ampia valle del Liri. Durante la preistoria si sa con certezza che vi furono diversi stanziamenti nel territorio di Roccasecca; del più importante ci rimangono resti di mura perimetrali, e seducente è l'ipotesi che si tratti della famosa Duronia ricercata tante volte dagli archeologi. La sua fondazione risale al periodo delle invasioni barbariche, quando gli abitanti dell'insediamento di Melfel, sul fiume Melfa, e della vicina Aquino lasciarono la pianura per sfuggire agli invasori.
Roccasecca è per secoli solo un comodo punto di passaggio per gli eserciti che passavano il fiume Melfa, sul quale furono costruiti, probabilmente già in epoca romana, tre ponti di cui sono visibili ancora oggi alcune tracce, ma nel Medioevo ha il suo vero sviluppo come comunità. Infatti quando si parla di Roccasecca e della sua storia il pensiero va subito a san Tommaso d'Aquino ed ai fasti del suo castello, importante baluardo difensivo posto nel 994 dall'abate Mansone a difesa del monastero di Montecassino, distante solo pochi chilometri (26 km). L'abate mette a capo della rocca fortificata un ramo collaterale della famiglia dei conti D'Aquino, che fra alterne vicende e numerose battaglie (come era nel costume dell'epoca) regneranno per secoli sul paese. Intorno alla fine del X secolo Adenolfo III d'Aquino la fece occupare e radere al suolo. Una volta ricostruita, divenne feudo della famiglia D'Aquino e resistette all'assedio posto dalle truppe imperiali di Enrico VI. Dopo essere stata teatro della sconfitta del re di Napoli Ladislao di Durazzo da parte di Luigi II d'Angiò, pervenne alla famiglia D'Avalos in seguito al matrimonio tra l'ultima discendente dei conti D'Aquino, Antonella, e Innico I d'Avalos.

### Il Ducato di Sora
Dopo il 1550 alcuni abitanti della rocca scendono a valle dando origine all'attuale Roccasecca Scalo, al Castello ed a Caprile. Nello stesso anno Roccasecca divenne libero comune per poi perdere però questa autonomia nel 1583 quando venne venduta alla famiglia Boncompagni. Nei secoli che seguono gli abitanti di Roccasecca vedono avvicendarsi al potere del loro castello gli Angioini, lo Stato Pontificio, gli Aragonesi, a seconda del Signore che domina in quel momento la valle del Liri. È solo nel 1583 che Roccasecca acquista un po' di pace e di serenità: viene infatti venduta con il feudo di Aquino al duca di Sora Giacomo Boncompagni (figlio di papa Gregorio XIII) che ne fa un suo feudo, appartenente al Regno di Napoli, ma con larga autonomia.

Via Roma primi anni del '900

La vita del paese è alquanto grama nel Seicento e primo Settecento per malattie e siccità che riducono drasticamente il numero degli abitanti. Le cose andranno meglio sotto il governo del Regno di Napoli da re Carlo di Borbone in poi: nel 1742 la cittadina diventa sede dei vescovi della diocesi di Aquino, dimostrando di essere un centro fiorente e si costruirono un palazzo vescovile e il nuovo seminario diocesano.

### Unità d'Italia

La piazza del mercato di Roccasecca nel 1924

Nell'Ottocento si diffondono, nel paese, oltre agli ideali di libertà portati da Napoleone Bonaparte e dagli echi della rivoluzione francese, la Carboneria ed il brigantaggio. Dopo il 1860, con l'Unità d'Italia la situazione sociale cambia, e, purtroppo, molti roccaseccani emigrano per cercare lavoro al Nord o all'estero. L'economia e la vita del paese rimangono invariate anche durante i primi anni del Novecento, fino all'inizio della seconda guerra mondiale. Durante la Grande Guerra, nel 1917, 500 donne roccaseccane invasero il municipio protestando contro la cattiva gestione del comune. Nel periodo successivo alla guerra, durante le agitazioni del biennio rosso e l'ascesa del fascismo, tra il 7 e l'8 novembre 1920, la sezione della Terra di Lavoro del Partito Socialista Italiano terrà il suo congresso a Roccasecca. La mattina del primo giorno, il dirigente nazionale del PSI Giuseppe Berti tenne un discorso per l'anniversario della Rivoluzione russa, il che portò le squadracce fasciste ad intervenire assaltando il palazzo comunale, dove si stava tenendo il congresso. I fascisti ferirono tre persone, ma le forze dell'ordine, conniventi con i fascisti, arrestarono due aderenti alla Lega contadina di Roccasecca e lasciarono intoccati gli squadristi. Due giorni dopo, il 9 novembre, venne organizzato un corteo di circa 800 persona da Roccasecca scalo fino al centro del paese per cacciare le squadracce fasciste, ma questa azione venne bloccata e dispersa da 200 carabinieri e dai fascisti, che sparano dai tetti delle case ferendo alcuni manifestanti.
Durante la seconda guerra mondiale il comune viene scelto, per la presenza della stazione ferroviaria e per il ponte sul fiume Melfa, come quartier generale del XIV. Panzerkorps e del generale Frido von Senger und Etterlin. Ma l'importanza strategica si rivela fonte di vessazioni per Roccasecca, che dovette subire durissimi e continui bombardamenti da parte degli Alleati, culminati con il tremendo attacco alla stazione ferroviaria del 23 ottobre 1943. Dopo la guerra, i lunghi anni della povertà e della ricostruzione, poi il boom economico, la nascita degli stabilimenti industriali, lo sviluppo del paese intorno alla ricostruita stazione ferroviaria. Il 14 settembre 1974 Roccasecca riceve, in occasione del VII centenario della morte di san Tommaso d'Aquino, la visita di papa Paolo VI.

### Simboli
Lo stemma e il gonfalone sono stati concessi con decreto del presidente della Repubblica del 29 febbraio 1996.
Il gonfalone è un drappo di bianco con la bordatura d'azzurro.

## Monumenti e luoghi d'interesse

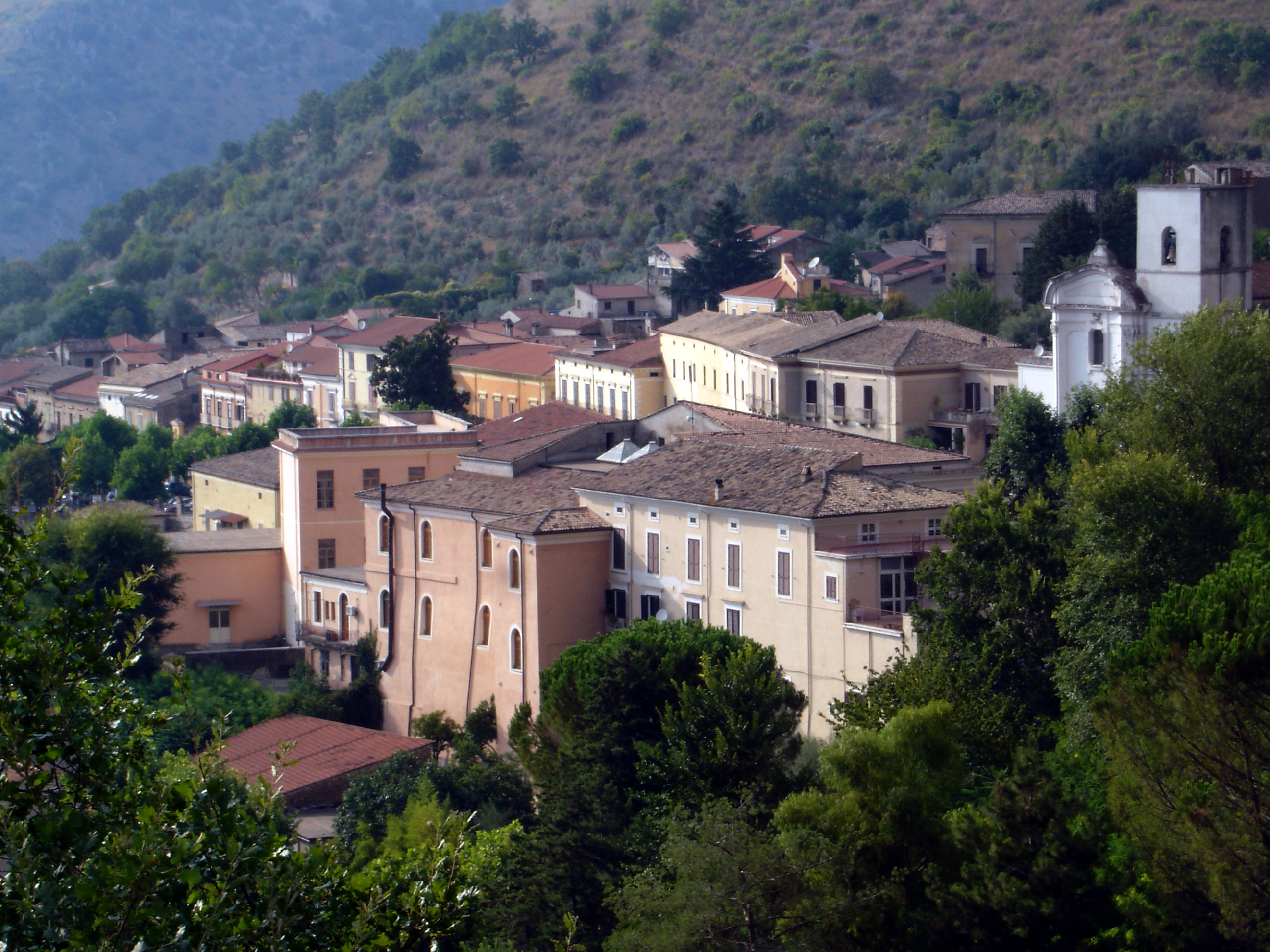
Il palazzo Boncompagni di Roccasecca.

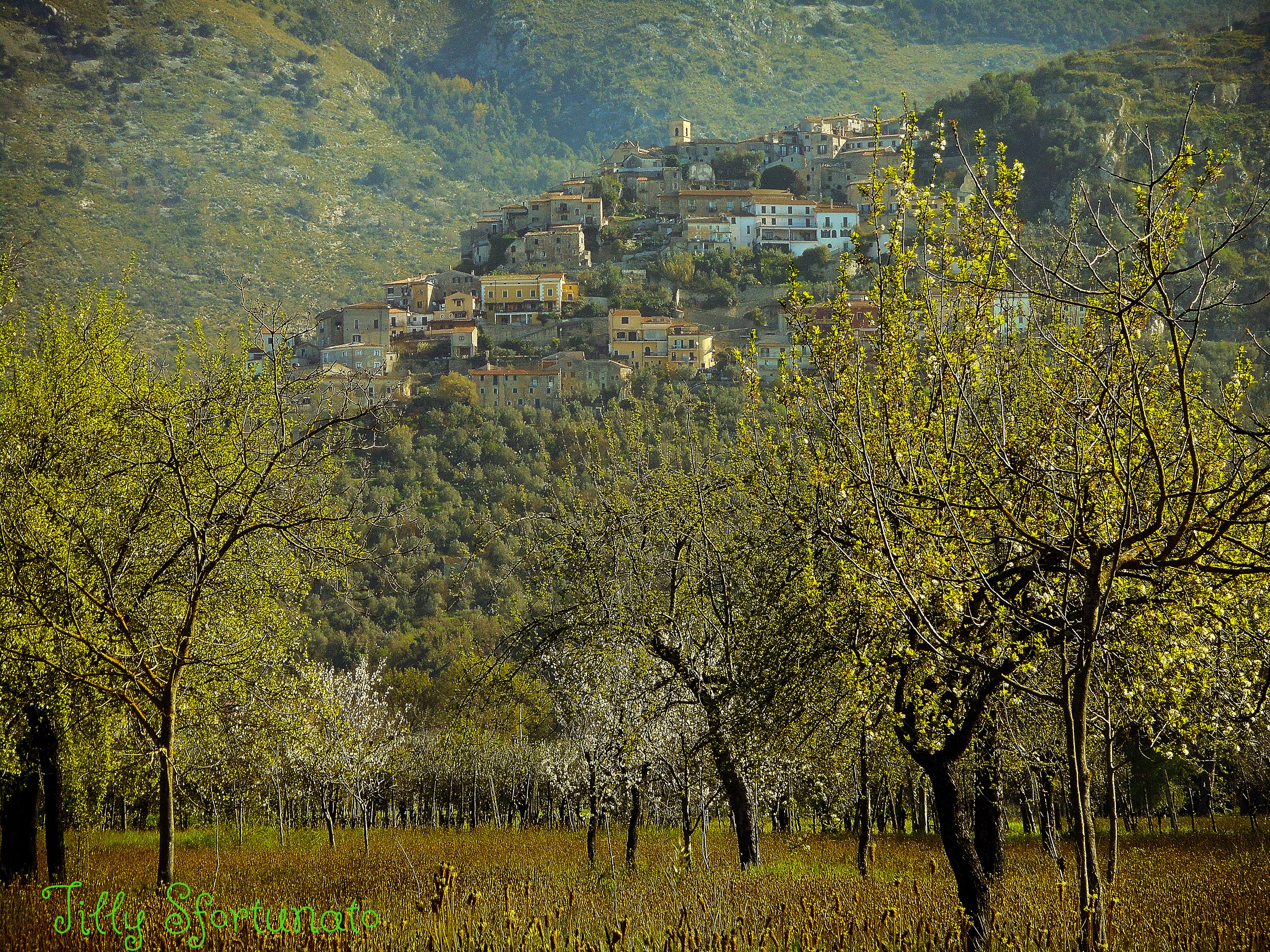
Panoramica di Roccasecca.

### Architetture religiose
Chiesa di San Tommaso d'Aquino al Castello
Fu costruita nel Trecento in onore di Tommaso d'Aquino, precisamente nel 1325. Si trova appena sotto il presidio fortificato, e conserva la pianta gotica a croce latina, con affreschi quattrocenteschi.
Collegiata della Santissima Annunziata
La collegiata venne edificata verso la metà del XV secolo, per poi essere interessata da un rifacimento nel 1750. Al suo interno conserva una pala dipinta nel Settecento da Francesco De Mura.

### Eremo-Grotta di S. Michele
Nella frazione di Caprile, alle pendici del monte Asprano, sorge la chiesa rupestre di San Michele Arcangelo, nota anche come eremo di Sant'Angelo in Asprano. La chiesa si trova ai piedidella rupe dove fu edificato il castello dei Conti d'Aquino.
Il più antico documento scritto a farne menzione è il Chronicon casinense (XI secolo), il quale riferisce che l'eremo fu ceduto da Grimoaido giudice aquinate all'abbazia di Montecassino. Fra gli affreschi presenti: 
- l'Ascensione di Cristo alla presenza di cinque apostoli[6] e della Vergine, nella nicchia absidale
- il San Michele Arcangelo e Vergine, a sinistra dell'entrata,
- il Cristo benedicente con quattro angeli, racchiuso in una lunetta a forma di mandorla.

### Architetture militari
Castello dei Conti d'Aquino
Il castello dei Conti d'Aquino fu costruito sopra la rocca del borgo nel 994 per volere dell'abate di Montecassino Mansone, che approvò il progetto alleandosi con la famiglia dei D'Aquino di Pontecorvo. Il castello venne eretto su Monte Asprano.
Dopo una lite con Montecassino, i d'Aquino occuparono il sito di Rocchetta Vecchia grazie ad Atenolfo che fece il possedimento suo.
Secondo una parte degli storici il famoso teologo domenicano Tommaso d'Aquino sarebbe nato nel castello nel Duecento. Il castello perse il valore di controllo della valle nel XVII secolo, e rapidamente decadde, fino alla recente ristrutturazione. Una torre cilindrica è ancora in piedi, mentre la struttura rettangolare è di matrice duecentesca, conservata in buono stato.

### Altro
Statua di Totò
Nei pressi della stazione ferroviaria è stata innalzata una statua raffigurante il comico napoletano, in onore della sua interpretazione nel film Il medico dei pazzi - tratto da una commedia di Scarpetta - per il comune di Roccasecca. La statua fu inaugurata dalla figlia Liliana de Curtis. Sempre a Roccasecca, il 30 agosto 1998, piazza Risorgimento cambiò nome in suo onore, alla presenza del sindaco e di Liliana De Curtis.

## Società

### Evoluzione demografica
Abitanti censiti

### Religione
La popolazione professa per la maggior parte la religione cattolica nell'ambito della diocesi di Sora-Cassino-Aquino-Pontecorvo.

## Cultura

### Cinema
- Gli onorevoli, di Sergio Corbucci, dove Totò impersonava il sindaco simbolico di Roccasecca[11]
- O miedeco d'e pazze, di Mario Mattoli, celebre commedia scritta in napoletano da Eduardo Scarpetta nel 1908. Dalla stessa, il film Il medico dei pazzi con Totò che impersonava il sindaco di Roccasecca.
- Din Don - Una parrocchia in due, di Claudio Norza

### Letteratura
Strapaese, di Osvaldo Izzi Ricci. Il romanzo è completamente ambientato nella Roccasecca fra le due guerre mondiali, anche se non ne viene mai citato il nome (l'autore preferì scrivere "R. , grazioso paese in Terra di Lavoro"). È in assoluto il primo romanzo ambientato a Roccasecca.

## Economia
Di seguito la tabella storica elaborata dall'Istat a tema unità locali, intesa come numero di imprese attive, ed addetti, intesi come numero di addetti delle imprese locali attive (valori medi annui).
|            | 2015                  |                              |                            |                |                       |                     | 2014                  |                | 2013                  |                |
| ---------- | --------------------- | ---------------------------- | -------------------------- | -------------- | --------------------- | ------------------- | --------------------- | -------------- | --------------------- | -------------- |
|            | Numero imprese attive | % Provinciale Imprese attive | % Regionale Imprese attive | Numero addetti | % Provinciale Addetti | % Regionale Addetti | Numero imprese attive | Numero addetti | Numero imprese attive | Numero addetti |
| Roccasecca | 399                   | 1,19%                        | 0,09%                      | 1.402          | 1,32%                 | 0,09%               | 402                   | 1.462          | 408                   | 1.398          |
| Frosinone  | 33.605                |                              | 7,38%                      | 106.578        |                       | 6,92%               | 34.015                | 107.546        | 35.081                | 111.529        |
| Lazio      | 455.591               |                              |                            | 1.539.359      |                       |                     | 457.686               | 1.510.459      | 464.094               | 1.525.471      |

Nel 2015 le 399 imprese operanti nel territorio comunale, che rappresentavano l'1,19% del totale provinciale (33.605 imprese attive), hanno occupato 1.402 addetti, l'1,32% del dato provinciale; in media, ogni impresa nel 2015 ha occupato tre addetti (3,51).

## Infrastrutture e trasporti

### Ferrovie
- Ferrovia Roma-Cassino-Napoli
- Ferrovia Avezzano-Roccasecca

Su entrambe le linee ferroviarie è presente l'omonima stazione.

## Amministrazione
| Periodo        | Periodo        | Primo cittadino    | Partito      | Carica  | Note                           |
| -------------- | -------------- | ------------------ | ------------ | ------- | ------------------------------ |
| 6 giugno 1993  | 13 maggio 2001 | Antonio Abbate     | Lista civica | Sindaco | Riconfermato il 27 aprile 1997 |
| 13 maggio 2001 | 28 maggio 2006 | Pompilio Iacobelli | Lista civica | Sindaco |                                |
| 28 maggio 2006 | 5 giugno 2016  | Giovanni Giorgio   | Lista civica | Sindaco | Riconfermato il 15 maggio 2011 |
| 5 giugno 2016  | in carica      | Giuseppe Sacco     | Lista civica | Sindaco | Riconfermato il 4 ottobre 2021 |

L'amministrazione comunale partecipa all'Unione di comuni denominata Unione Cinque Città.

### Gemellaggi
- Croissy-Beaubourg[14]
- Priverno, dal 1974[15][senza fonte]
- Belcastro, dal 1983[senza fonte]

### Altre informazioni amministrative
- Fa parte della comunità montana Valle del Liri.

## Sport

### Atletica leggera
- Polisportiva Ciociaria Antonio Fava.[16]

### Calcio
- A.S.D. Roccasecca T. San Tommaso (colori sociali Bianco Azzurro) che, nel campionato 2024-25, milita nel campionato maschile di Eccellenza.[17]